# زمان أباد (أصفهان)
زمان أباد هي قرية في مقاطعة أصفهان، إيران. عدد سكان هذه القرية هو 98 في سنة 2006.